# Mahmud al-Muntasir
Umar Mahmud al-Muntasir, arab. ‏محمود المنتصر‎ (ur. 8 sierpnia 1903, zm. 28 września 1970) – polityk libijski, od 25 grudnia 1951 do 19 lutego 1954 oraz od 20 stycznia 1964 do 20 marca 1965 premier Libii.
W latach 1951–1954 równolegle z funkcją premiera piastował urząd ministra spraw zagranicznych Libii.